# Viola da gamba
Viola da Gamba eller Gambe er et musikinstrument i strygerfamilien fra rennæssancen. Det er en slags forløber for celloen.
En musiker, der spiller på gambe, kaldes en gambist.
Viola da Gamba kommer fra italiensk af "viola" (violininstrument) og "gamba" (ben) og er et strygeinstrument der holdes lodret mellem knæene og som stryges med en bue. Gamben findes i flere størrelser: diskant, tenor, alt og bas. Diskanten er på størrelse med en violin, mens basgamben er lidt større end en cello.
Gamben har 6 eller 7 strenge (i modsætning til celloens fire) og bånd på gribebrædtet (som på en guitar). Et omfang på op til 5 oktaver gør, at desuden, at man kan fremføre kompleks flerstemmig musik.
Gambekonsort var populært i 16. og 17. århundrede. Basgamben fortsatte med at være populær op i det 18. århundrede, og komponister som J.S. Bach og François Couperin har skrevet instrumentet. Mest populær var gamben nok i England og Frankrig i det 17. årh. Af betydelige komponister kan nævnes Monsieur de Ste Colombe, Marin Marais og Forqueray.
Gamben har med interessen for tidlig musik opnået en vis popularitet. Filmen "Tous les matins du monde" fremstiller Marin Marais og hans forhold til sin læremester Ste Colombe. Her blev gambepartiet spillet af Jordi Savall, som anses for en af det 20. årh. væsentligste gambister.
Moderne gamber fremstilles som kopier af barokinstrumenter, selv om der findes eksperimenter med elektriske gamber – nok mest beregnet på jazz musikere.